# حساب مصرفي

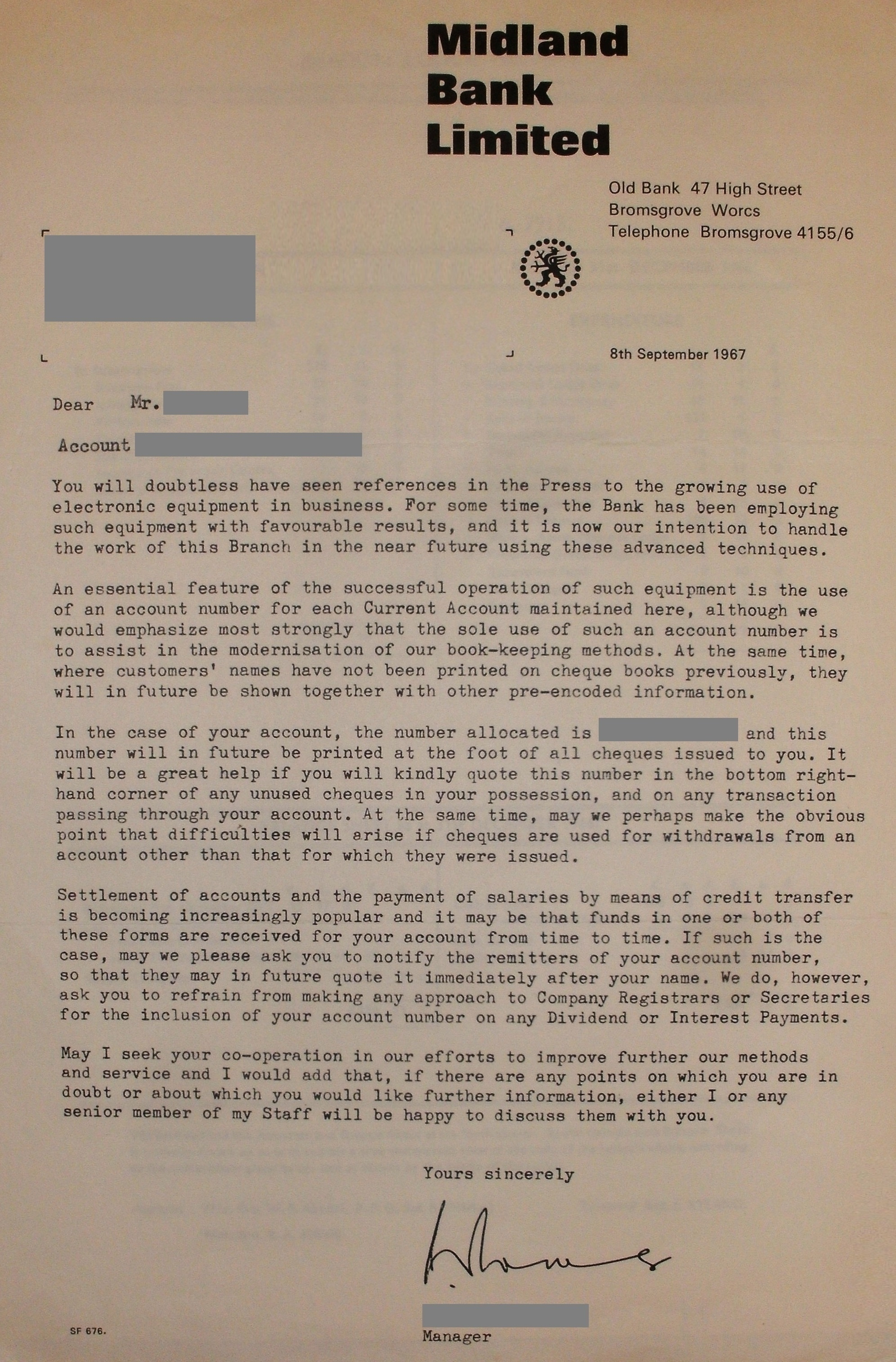

الحساب المصرفي هو الحساب المالي مع مؤسسة مصرفية تسجل جميع العمليات المالية بين العميل والبنك، وتحدد المركز المالي للعميل مع المصرف.

## أنواع الحساب
تكون الحسابات المصرفية إما موجبة أو أرصدة دائنة أي عندما يكون المصرف مدينًا للعميل بأموال، أو تكون سالبة أو أرصدة مدينة أي عندما يكون العميل مدينًا للمصرف بأموال. بشكل أوسع، فإن الحساب الذي يفتح بغرض إمساك أرصدة مدينة، يشار إليه بحساب الإيداع، أما الحسابات التي تفتح كدائنة، فيشار إليها بحسابات القرض، بعض الحسابات تعرّف على حسب مهمتها بغض النظر عن طبيعتها، إن الحسابات المصرفية صممت لتقَدّم تسهيلات لعملية تحويلات الإيداع والسحب الكثيرة.

## أنواع حسابات أخرى
| - حساب خدمة التحويل التلقائي (بالإنجليزية: Automatic transfer service account) - حساب إدخار فردي (بالإنجليزية: Individual Savings Account) - حساب مشترك (بالإنجليزية: Joint account) - حساب منخفض التكلفة (بالإنجليزية: Low-cost account) - حساب سوق المال (بالإنجليزية: Money market account) | - حساب مصرفي مرقم (بالإنجليزية: Numbered bank account) - حساب تفاوضي لترتيب السحب (بالإنجليزية: Negotiable Order of Withdrawal account) - حسابات نوسترو وفوسترو (بالإنجليزية: Nostro and vostro accounts) - حساب السحب على المكشوف المجاني (بالإنجليزية: Overdraft Free Account) - الحساب الشخصي (بالإنجليزية: Personal account) | - حساب توفير (بالإنجليزية: Savings account) - ودائع لأجل / شهادة إيداع (بالإنجليزية: Time deposit) / (بالإنجليزية: certificate of deposit) - حساب جار (بالإنجليزية: Transactional account) - حساب مجمد (بالإنجليزية: Blocked account) - حساب المدخرات المعفاة عن الضرائب الخاصة (بالإنجليزية: Tax-Exempt Special Savings Account) - معاملات الإيداع (بالإنجليزية: Transaction deposit) |

- حساب لا للرتوش (بالإنجليزية: No Frill Account)
- حساب المسن (بالإنجليزية: Senior Citizen Account)

## معلومات العملاء اليومية

### كندا
تحتفظ حكومة كندا بقاعدة بيانات لرسوم ومميزات حزم الحساب المصرفي التي تقدمها مختلف المؤسسات المالية العاملة في كندا. وأدرجت المعلومات دوريا في جداول مقارنة، ونشرت في شكل كتيب، وتنشر أيضا الجداول في شكل pdf على موقع الوكالة المستهلك المالية في كندا. قاعدة البيانات تدعم أيضا أداة تفاعلية عن طريق الإنترنت، التي تسمح للمستهلكين مقارنة مختلف حزم حسابات البنوك عبر الإنترنت.

## وصلات خارجية
- Bank Account Checker